# De asielzoeker
De asielzoeker é um romance do autor holandês Arnon Grunberg. Publicado em 2003, o romance ganhou o AKO Literatuurprijs e Ferdinand Bordewijk Prijs, em 2004, e foi reimpresso mais de quatorze vezes. A relação de jurados do AKO Literatuurprijs elogiou o romance por ser chocante, divertido e tocante de uma só vez, e por seu dissolução das bases burguesas da sociedade.

## História
Christian Beck, um tradutor de manuais técnicos, concluiu que a vida consiste em nada além de autoilusão e ilusões, e decide dedicar seu tempo a desmascarar todas as ilusões, falsas esperanças e idealismos. Ele denuncia todas as mentiras de seus amigos e familiares, e promete seu próprio desmascaramento como final; descomprometido com qualquer desejo pessoal, ele agora dedica sua vida à felicidade de sua namorada, "Bird", uma ex-prostituta. O casal viveu por algum tempo em Eilat, Israel, onde Beck era um cliente regular do bordel, e Bird dormia com homens feios e deformados. De volta à Europa, fica claro que ela está sofrendo de uma doença fatal, e antes que ela morra, concorda em se casar com um solicitante de asilo da Argélia, para que ele possa obter residência permanente. Beck protesta inicialmente mas depois concorda com o casamento. O solicitante de asilo também satisfaz sexualmente Bird, e um estranho ménage à trois é o resultado.

## Recepção
Os críticos holandeses reagiram de várias maneiras, chamando o romance de chocante, deprimente e desconcertante, mas também espirituoso e tocante. É um dos livros mais controversos da história literária holandesa recente, e Erica van Boven argumentou que o trabalho se compara aos de Jean-Paul Sartre, de Albert Camus, de Franz Kafka e de WF Hermans.
Na Bélgica, o romance foi bem recebido, e em poucos anos estava disponível na série "Pérolas de literatura em holandês", uma coletânea dos "vinte melhores romances em holandês de todos os tempos". Revendo essa edição, Dirk Leyman, do De Morgen, elogia a nova direção de Grunberg (anteriormente, ele ganhou reconhecimento como um absurdista), e a precisão com que ele captura tanto o protagonista quanto o leitor.

## Adaptação dramática
Apenas dois anos após a publicação do romance, uma adaptação para o palco foi produzida em Ghent, a primeira produção do novo diretor do Nationaal Theatre Gent, Johan Simons, e uma produção elogiada em Volkskrant. O protagonista foi interpretado por Wim Opbrouck, um dos atores de palco mais notáveis da Bélgica.